# Pseudogonia valens
Pseudogonia valens là một loài ruồi trong họ Tachinidae.